# Ghetto Drohobyč

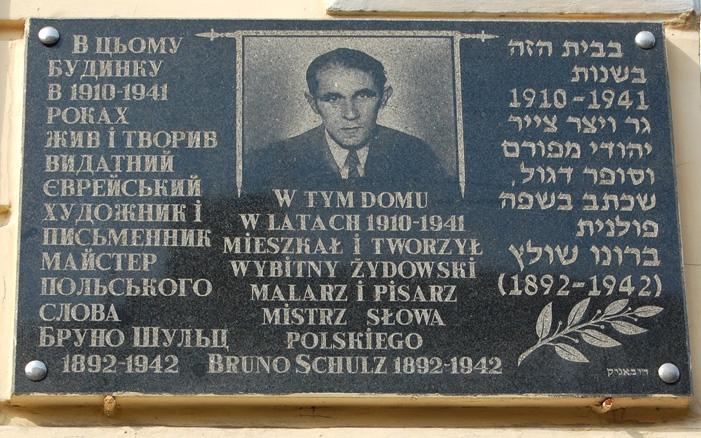
Pamětní deska, upomínající na Bruna Schulze v rodném Drohobyči

Ghetto Drohobyč bylo ghetto vytvořené nacistickým Německem pro místní Židy po převzetí oblasti během německé invaze do Sovětského svazu.

## Drohobyč
Drohobyč je město situované ve Lvovské oblasti západní Ukrajiny. Historicky byl Drohobyč také částí druhé Polské republiky (jako Drohobycz), do roku 1939. Byl dějištěm nacistických krutostí proti místním Židům, které byly soustředěny v ghettu ve městě.

## Druhá světová válka
V září roku 1939 bylo město připojeno k sovětské Ukrajině, kdy bylo území meziválečného Polska rozděleno mezi nacistické Německo a SSSR. V sovětské Ukrajině se Drohobyč stal centrem Drohobyčské oblasti. Místní polští skauti vytvořili „Bílou kurýrní organizaci“, která na konci roku 1939 a na začátku roku 1940 propašovala stovky lidí ze Sovětského svazu do Maďarska přes sovětsko-maďarskou hranici v Karpatech. Během prvních týdnů nacistické invaze do SSSR bylo město obsazeno nacistickým Německem. Jelikož měl Drahobyč významnou židovskou populaci, město se stalo místem velkého ghetta, které nacisti zlikvidovali v červnu roku 1943. Jednou z nejpozoruhodnějších osob zadržených a zabitých v ghettu byl Bruno Schulz. 6. srpna 1944 byl Drohobyč osvobozen od nacistů Rudou armádou.